# Spartonoica maluroides
Spartonoica maluroides là một loài chim trong họ Furnariidae.
Loài chim này được tìm thấy ở Argentina, Brazil, và Uruguay. Môi trường sống tự nhiên của chúng là đầm lầy và đầm lầy mặn liên tục. Chúng bị đe dọa do mất môi trường sống.